# Три процента риска
«Три процента риска» — советский фильм 1984 года режиссёров Геннадия Полоки и Владимира Шределя.

## Сюжет
По мотивам произведений лётчика-испытателя Марка Галлая.
Во время испытаний нового истребителя лётчик-испытатель попадает в аварию и выбывает из строя. Провести завершающие десять полётов руководство поручает лётчику-испытателю Евгению Фетисову, отклоняя его ходатайство о долгожданном отпуске.

## В ролях
- Кирилл Лавров — Евгений Демидович Фетисов, летчик-испытатель
- Павел Кадочников — Вениамин Владимирович Хлебников, генеральный конструктор КБ
- Иван Бортник — Всеволод Сергеевич Корбут, летчик-испытатель
- Александр Демьяненко — Владимир Логинович Катасонов, ведущий инженер КБ
- Валерий Золотухин — Иннокентий Сигизмундович Капчинский, летчик-испытатель
- Ирина Резникова — Лида, инженер, сестра лётчика-испытателя Корбута
- Георгий Дрозд — Александр Никодимович, летчик-испытатель
- Владимир Некрасов — Боря Ладыгин, летчик-испытатель
- Аркадий Шалолашвили — летчик-испытатель
- Юрий Дедович — Олег Алексеевич Крутов, летчик-испытатель
- Юрий Лазарев — Бабенко, авиамеханик
- Гелий Сысоев — Углов, авиамеханик
- Владимир Маренков — Турищев, начальник авиабазы
- Марина Юрасова — Людмила Петровна, жена Капчинского
- Андрей Анкудинов — Анатолий, сын Капчинского
- Михаил Уржумцев — Владимир Яковлевич, инженер
- Игорь Добряков — Вельветов, сотрудник Хлебникова
- Мария Лаврова — Маша
- Ольга Ипполитова — жена летчика-испытателя Бори Ладыгина
- Тамара Шемпель — жена летчика-испытателя
- Татьяна Ташкова — жена летчика-испытателя
- Лилия Гурова — жена летчика-испытателя